# Lijst van voetbalinterlands Egypte - Ivoorkust
Deze lijst van voetbalinterlands is een overzicht van alle officiële voetbalwedstrijden tussen de nationale teams van Egypte en Ivoorkust. De landen hebben tot op heden 24 keer tegen elkaar gespeeld. De eerste ontmoeting was de strijd om de derde plaats tijdens de Afrika Cup 1970 op 16 februari 1970 in Khartoem (Soedan). Het laatste duel, een achtste finale tijdens de Afrika Cup 2021, werd gespeeld op 26 januari 2022 in Douala (Kameroen).

## Wedstrijden
| №  | Plaats      | Datum             | Competitie                   | Wedstrijd                                 | Uitslag |
| -- | ----------- | ----------------- | ---------------------------- | ----------------------------------------- | ------- |
| 1  | Khartoem    | 16 februari 1970  | Afrika Cup 1970              | Verenigde Arabische Republiek − Ivoorkust | 3 − 1   |
| 2  | Caïro       | 6 maart 1974      | Afrika Cup 1974              | Egypte − Ivoorkust                        | 2 − 0   |
| 3  | Lagos       | 8 maart 1980      | Afrika Cup 1980              | Egypte − Ivoorkust                        | 2 − 1   |
| 4  | Abidjan     | 7 maart 1984      | Afrika Cup 1984              | Ivoorkust − Egypte                        | 1 − 3   |
| 5  | Abidjan     | 31 januari 1985   | Vriendschappelijk            | Ivoorkust − Egypte                        | 0 − 1   |
| 6  | Kinshasa    | 19 november 1985  | Vriendschappelijk            | Egypte − Ivoorkust                        | 0 − 1   |
| 7  | Caïro       | 10 maart 1986     | Afrika Cup 1986              | Ivoorkust − Egypte                        | 0 − 2   |
| 8  | Nairobi     | 4 augustus 1987   | Afrikaanse Spelen 1987       | Ivoorkust − Egypte                        | 1 − 2   |
| 9  | Algiers     | 2 maart 1990      | Afrika Cup 1990              | Ivoorkust − Egypte                        | 3 − 1   |
| 10 | Abidjan     | 26 juli 1992      | Vriendschappelijk            | Ivoorkust − Egypte                        | 2 − 0   |
| 11 | Abidjan     | 28 juli 1992      | Vriendschappelijk            | Ivoorkust − Egypte                        | 2 − 2   |
| 12 | Ouagadougou | 21 februari 1998  | Afrika Cup 1998              | Ivoorkust − Egypte                        | 0 − 0   |
| 13 | Caïro       | 16 september 1998 | Vriendschappelijk            | Egypte − Ivoorkust                        | 0 − 0   |
| 14 | Abidjan     | 9 januari 2000    | Vriendschappelijk            | Ivoorkust − Egypte                        | 2 − 0   |
| 15 | Alexandrië  | 2 september 2000  | Afrika Cup 2002 kwalificatie | Egypte − Ivoorkust                        | 1 − 0   |
| 16 | Abidjan     | 17 juni 2001      | Afrika Cup 2002 kwalificatie | Ivoorkust − Egypte                        | 2 − 2   |
| 17 | Alexandrië  | 20 juni 2004      | WK 2006 kwalificatie         | Egypte − Ivoorkust                        | 1 − 2   |
| 18 | Abidjan     | 19 juni 2005      | WK 2006 kwalificatie         | Ivoorkust − Egypte                        | 2 − 0   |
| 19 | Caïro       | 28 januari 2006   | Afrika Cup 2006              | Egypte − Ivoorkust                        | 3 − 1   |
| 20 | Caïro       | 10 februari 2006  | Afrika Cup 2006              | Egypte − Ivoorkust                        | 0 − 0   |
| 21 | Parijs      | 22 augustus 2007  | Vriendschappelijk            | Ivoorkust − Egypte                        | 0 − 0   |
| 22 | Kumasi      | 7 februari 2008   | Afrika Cup 2008              | Ivoorkust − Egypte                        | 1 − 4   |
| 23 | Abu Dhabi   | 14 januari 2013   | Vriendschappelijk            | Ivoorkust − Egypte                        | 4 − 2   |
| 24 | Douala      | 26 januari 2022   | Afrika Cup 2021              | Ivoorkust − Egypte                        | 0 − 0   |

## Samenvatting
| Competitie              | Totaal gespeeld | Winst Egypte | Gelijk | Winst Ivoorkust | Doelsaldo Egypte – Ivoorkust |
| ----------------------- | --------------- | ------------ | ------ | --------------- | ---------------------------- |
| WK-kwalificatie         | 2               | 0            | 0      | 2               | 1 − 4                        |
| Afrika Cup              | 11              | 7            | 3      | 1               | 20 − 8                       |
| Afrika Cup-kwalificatie | 2               | 1            | 1      | 0               | 3 − 2                        |
| Afrikaanse Spelen       | 1               | 1            | 0      | 0               | 2 − 1                        |
| Vriendschappelijk       | 8               | 1            | 3      | 4               | 5 − 11                       |
| Totaal                  | 24              | 10           | 7      | 7               | 31 − 26                      |

Wedstrijden bepaald door strafschoppen worden, in lijn met de FIFA, als een gelijkspel gerekend.

## Details

### Negentiende ontmoeting
| Afrika Cup 2006 (Caïro, Egypte, 28 januari 2006):    |       |                 |
| Egypte                                               | 3 – 1 | Ivoorkust       |
| Emad Moteab 8' Mohamed Aboutrika 61' Emad Moteab 69' | goals | 43' Arouna Koné |

### Twintigste ontmoeting
| Finale Afrika Cup 2006 (Caïro, Egypte, 10 februari 2006):                    |                     |                                                     |
| Egypte                                                                       | 0 – 0               | Ivoorkust                                           |
|                                                                              | goals               |                                                     |
| Ahmed Hassan Mohammed Abdelwahab Abdel Haleem Ali Amr Zaky Mohamed Aboutrika | strafschoppen 4 – 2 | Didier Drogba Kolo Touré Bakari Koné Emmanuel Eboué |

EFA · A-internationals · Selecties · Bondscoaches · Egyptisch vrouwenelftal · Olympisch elftal · Egypte U21 · Egypte U20 · Egypte U19 · Egypte U18 · Egypte U17
1920 – 1929 · 
1930 – 1939 · 
1940 – 1949 · 
1950 – 1959 · 
1960 – 1969 · 
1970 – 1979 · 
1980 – 1989 · 
1990 – 1999 · 
2000 – 2009 · 
2010 – 2019 ·
2020 − 2029
WK 1934 · 
WK 1990 · 
WK 2018
OS 1924 · 
OS 1928 · 
OS 1936 · 
OS 1948 · 
OS 1952 · 
OS 1960 · 
OS 1964 · 
OS 1968 · 
OS 1992 · 
OS 2012 · 
OS 2020
1920 · 
1921–1923 · 
1924 · 
1925–1927 · 
1928 · 
1929–1931 · 
1932 · 
1933 · 
1934 · 
1935 · 
1936 · 
1937–1947 · 
1948 · 
1949 · 
1950 · 
1952 · 
1952 · 
1953 · 
1954 · 
1955 · 
1956 · 
1957 · 
1958 · 
1959 · 
1960 · 
1961 · 
1962 · 
1963 · 
1964 · 
1965 · 
1966 · 
1967 · 
1968 · 
1969 · 
1970 · 
1971 · 
1972 · 
1973 · 
1974 · 
1975 · 
1976 · 
1977 · 
1978 · 
1979 · 
1980 · 
1981 · 
1982 · 
1983 · 
1984 · 
1985 · 
1986 · 
1987 · 
1988 · 
1989 · 
1990 · 
1991 · 
1992 · 
1993 · 
1994 · 
1995 · 
1996 · 
1997 · 
1998 · 
1999 · 
2000 · 
2001 · 
2002 · 
2003 · 
2004 · 
2005 · 
2006 · 
2007 · 
2008 · 
2009 · 
2010 · 
2011 · 
2012 ·
2013 ·
2014 ·
2015 ·
2016 ·
2017 ·
2018 ·
2019 ·
2020 ·
2021 ·
2022 ·
2023 ·
2024
Algerije ·
Angola ·
Argentinië ·
Australië ·
Bahrein ·
België ·
Benin ·
Bolivia ·
Bosnië en Herzegovina ·
Botswana ·
Brazilië ·
Bulgarije ·
Burkina Faso ·
Burundi ·
Canada ·
Centraal-Afrikaanse Republiek ·
Chili ·
China ·
Colombia ·
Comoren ·
Congo-Brazzaville ·
Congo-Kinshasa ·
DDR ·
Denemarken ·
Djibouti ·
Duitsland ·
Engeland ·
Equatoriaal-Guinea ·
Estland ·
Ethiopië ·
Finland ·
Frankrijk ·
Gabon ·
Georgië ·
Ghana ·
Griekenland ·
Guinee ·
Guinee-Bissau ·
Hongarije ·
Ierland ·
Indonesië ·
Irak ·
Iran ·
Italië ·
Ivoorkust ·
Jamaica ·
Japan ·
Jemen ·
Joegoslavië ·
Jordanië ·
Kaapverdië ·
Kameroen ·
Kenia ·
Koeweit ·
Kroatië ·
Libanon ·
Liberia ·
Libië ·
Litouwen ·
Luxemburg ·
Madagaskar ·
Malawi ·
Mali ·
Malta ·
Marokko ·
Mauritanië ·
Mauritius ·
Mexico ·
Mozambique ·
Namibië ·
Nederland ·
Nieuw-Zeeland ·
Niger ·
Nigeria ·
Noord-Korea ·
Noord-Macedonië ·
Noorwegen ·
Oeganda ·
Oman ·
Oostenrijk ·
Palestina ·
Polen ·
Portugal ·
Qatar ·
Roemenië ·
Rusland ·
Rwanda ·
Saoedi-Arabië ·
Schotland ·
Senegal ·
Sierra Leone ·
Slowakije ·
Soedan ·
Somalië ·
Spanje ·
Swaziland ·
Syrië ·
Tanzania ·
Thailand ·
Togo ·
Trinidad en Tobago ·
Tsjaad ·
Tsjecho-Slowakije ·
Tunesië ·
Turkije ·
Uruguay ·
Verenigde Arabische Emiraten ·
Verenigde Staten ·
Wit-Rusland ·
Zambia ·
Zimbabwe ·
Zuid-Afrika ·
Zuid-Jemen ·
Zuid-Korea ·
Zuid-Soedan ·
Zweden ·
Zwitserland
Kameroen (2017) ·
Rusland (2018) ·
Saoedi-Arabië (2018) ·
Uruguay (2018)
FIF · A-internationals · Selecties · Bondscoaches · Statistieken · Ivoriaans vrouwenelftal · Ivoorkust U21 · Ivoorkust U20 · Ivoorkust U19 · Ivoorkust U18 · Ivoorkust U17
1960 – 1969 ·
1970 – 1979 ·
1980 – 1989 ·
1990 – 1999 ·
2000 – 2009 ·
2010 – 2019 ·
2020 − 2029
WK 2006 · 
WK 2010 · 
WK 2014
OS 2008 · 
OS 2020
1960 ·
1961 ·
1962 ·
1963 ·
1964 · 
1965 ·
1966 · 
1967 ·
1968 ·
1969 ·
1970 ·
1971 ·
1972 ·
1973 ·
1974 ·
1975 ·
1976 ·
1977 ·
1978 · 
1979 ·
1980 ·
1981 · 
1982 ·
1983 ·
1984 ·
1985 ·
1986 ·
1987 ·
1988 ·
1989 ·
1990 ·
1991 ·
1992 · 
1993 · 
1994 · 
1995 · 
1996 · 
1997 · 
1998 · 
1999 · 
2000 · 
2001 · 
2002 · 
2003 · 
2004 · 
2005 · 
2006 · 
2007 · 
2008 · 
2009 · 
2010 · 
2011 · 
2012 · 
2013 ·
2014 ·
2015 ·
2016 ·
2017 ·
2018 ·
2019 ·
2020 ·
2021 ·
2022 ·
2023 ·
2024
Algerije ·
Angola ·
Argentinië ·
België ·
Benin ·
Bosnië en Herzegovina ·
Botswana ·
Brazilië ·
Burkina Faso ·
Burundi ·
Centraal-Afrikaanse Republiek ·
Chili ·
Colombia ·
Comoren ·
Congo-Brazzaville ·
Congo-Kinshasa ·
Duitsland ·
Egypte ·
El Salvador ·
Engeland ·
Equatoriaal-Guinea ·
Ethiopië ·
Frankrijk ·
Gabon ·
Gambia ·
Ghana ·
Griekenland ·
Guinee ·
Guinee-Bissau ·
Hongarije ·
Israël ·
Italië ·
Japan ·
Jordanië ·
Kameroen ·
Kenia ·
Koeweit ·
Lesotho ·
Liberia ·
Libië ·
Madagaskar ·
Malawi ·
Mali ·
Marokko ·
Mauritanië ·
Mauritius ·
Mexico ·
Moldavië ·
Mozambique ·
Namibië ·
Nederland ·
Niger ·
Nigeria ·
Noord-Korea ·
Oeganda ·
Oostenrijk ·
Paraguay ·
Polen ·
Portugal ·
Qatar ·
Roemenië ·
Rusland ·
Rwanda ·
Senegal ·
Servië en Montenegro ·
Seychellen ·
Sierra Leone ·
Slovenië ·
Soedan ·
Spanje ·
Tanzania ·
Togo ·
Tsjaad ·
Tunesië ·
Turkije ·
Uruguay ·
Verenigde Staten ·
Zambia ·
Zimbabwe ·
Zuid-Afrika ·
Zuid-Korea ·
Zweden ·
Zwitserland
Argentinië (2006) · 
Colombia (2014) ·
Ghana (2015) ·
Griekenland (2014) · 
Japan (2014) ·  
Nederland (2006) · 
Noord-Korea (2010) · 
Servië en Montenegro (2006) ·
Zambia (2012)